# Смена-Зенит
«Сме́на-Зени́т» — российский футбольный клуб из Санкт-Петербурга. Команда просуществовала всего один сезон (2009), выступая во втором дивизионе, весь период её существования главным тренером был Владимир Казачёнок.

## История
С 1993 по 2000 год резервисты петербургского «Зенита» выступали в низших лигах чемпионата России под названиями «Зенит»-2 и «Зенит»-дубль. Однако затем РФС решил проводить первенство дублирующих составов среди команд премьер-лиги. Тем не менее от места во втором дивизионе в «Зените» решили не отказываться, и созданный фарм-клуб провёл в зоне «Запад» четыре сезона. В начале 2005 года «Зенит-2» был продан новым владельцам. Те оставили прежнее название команды, но к футбольному клубу «Зенит» она более не имела отношения.
В 2008 году было принято решение возродить фарм-клуб, но с иными задачами. Основу команды составляли выпускники спортивных школ Санкт-Петербурга, по большей части — СДЮШОР «Смена» и «Зенит»», местные воспитанники от 18 и до 24 лет. Однако в составе коллектива были и футболисты, уже отыгравшие некоторое количество сезонов в профессиональных лигах российского футбола, и игроки, которым для попадания в основной состав сине-бело-голубых необходимо играть против команд, уровень которых выше, чем турнир молодёжных составов команд РФПЛ. Главная цель команды — подготовка футболистов для главного ФК «Зенит», также перед «Сменой-Зенит» стояла цель за 2 сезона пробиться в первую лигу. 26 декабря 2008 года ФК «Зенит» Санкт-Петербург сообщил о регистрации в Российском футбольном союзе новой команды «Смена-Зенит».
В декабре 2009 года собранием Совета директоров было принято решение расформировать команду. В марте 2010 года клуб был официально исключён из ПФЛ.

## Результаты выступлений
| Сезон | Дивизион            | Зона  | И  | В  | Н | П  | М     | О  | Место |
| ----- | ------------------- | ----- | -- | -- | - | -- | ----- | -- | ----- |
| 2009  | Второй дивизион ПФЛ | Запад | 36 | 10 | 9 | 17 | 36-52 | 39 | 16    |